# Shingen the Ruler
Shingen the Ruler (Japans: 武田信玄2; Takeda Shingen 2) is een videospel voor het platform Nintendo Entertainment System. Het spel werd uitgebracht in 1990. Het spel speelt zich af in de Sengoku-periode en men speelt als Takeda Shingen. Het speelveld wordt met bovenaanzicht getoond.